# Koksilah River
Koksilah River är ett vattendrag i Kanada.   Det ligger i provinsen British Columbia, i den sydvästra delen av landet, 3 600 km väster om huvudstaden Ottawa.
I omgivningarna runt Koksilah River växer i huvudsak barrskog. Runt Koksilah River är det ganska glesbefolkat, med 38 invånare per kvadratkilometer.